# Eric Wynalda
Eric Boswell Wynalda (Fullerton, 9 de junho de 1964), é um ex-futebolista, técnico de futebol e comentarista esportivo norte-americano que atuava como atacante.
Foi um dos primeiros jogadores de seu país a atuar profissionalmente no futebol europeu até a criação da Major League Soccer, em 1996, sendo ainda o autor do primeiro gol na história da competição. Era ainda descrito como um "jogador astuto e dinâmico no drible" e também era conhecido pela força em seus chutes. Foi eleito para o Hall da Fama do Futebol nos Estados Unidos em 2004.

## Carreira em clubes
Wynalda cresceu em Westlake Village, cidade situada na Grande Los Angeles. Jogando pelo Westlake Wolves (que tinha como técnico seu pai, Dave), foi campeão estadual da American Youth Soccer Organization, marcando mais gols que os demais times que disputavam o campeonato (58 em 18 jogos). Entre 1987 e 1989, atuou pelo San Diego Aztecs (time de futebol masculino ligado à Universidade de San Diego, onde estudava) e marcou 34 gols em 3 temporadas. Ainda jogaria 6 partidas pelo San Diego Nomads (1 jogo em 1988 e 5 em 1989), sendo emprestado em seguida para o San Francisco Bay Blackhawks.
Em agosto de 1992, a Federação de Futebol dos Estados Unidos emprestou Wynalda ao Saarbrücken por 45 mil dólares, e o atacante (primeiro jogador norte-americano a atuar na Bundesliga) causou impacto imediato no clube do Sarre, marcando 8 gols em 17 jogos, desempenho que levou o Saarbrücken a contratá-lo por 405 mil dólares. Na segunda metade da temporada, jogou mais 15 partidas e marcou 1 gol. Foram 61 partidas e 23 gols marcados em 2 temporadas pela equipe, antes de ser contratado pelo Bochum. Em seu primeiro ano, não evitou a queda para a segunda divisão, onde atuou em apenas 7 jogos e marcou 2 gols (durante o período, foi submetido a uma cirurgia de hérnia), e os Die Blauen conquistaram o acesso à Bundesliga de 1996–97.
O atacante voltou aos Estados Unidos em 1996 para atuar na recém-fundada Major League Soccer. Como parte do processo de criação da nova liga, jogadores famosos eram distribuídos pelas novas equipes - o Dallas Burn (atual FC Dallas) era a exceção - e Wynalda foi incluído no elenco do San José Clash (atual San Jose Earthquakes), e ele foi o autor do primeiro gol na história da MLS, na vitória por 1 a 0 sobre o D.C. United, além de ser eleito o atleta do ano da Federação de Futebol dos Estados Unidos..
Em 1999, o Clash emprestou Wynalda ao León, mas sua passagem pela equipe mexicana durou apenas 5 jogos devido a uma ruptura do ligamento cruzado anterior e o menisco medial do joelho esquerdo, que o afastou dos gramados por um longo período. Recuperado, teve passagens curtas por Miami Fusion (12 jogos e 3 gols) e New England Revolution (8 jogos) antes de ser negociado com o Chicago Fire, em troca de John Wolyniec e da terceira escolha no draft do ano seguinte. Embora tivesse chegado com a temporada em andamento, Wynalda foi o artilheiro do Fire na MLS, com 10 gols em 21 partidas. Dispensado em janeiro de 2002, recebeu uma proposta do Los Angeles Galaxy e  anunciando que pretendia encerrar a carreira pela franquia, mas as negociações não saíram do papel e o atacante foi para o Charleston Batterty, equipe da USL First Division, mas rompeu o ligamento cruzado anterior na pré-temporada e decidiu encerrar a carreira pela primeira vez, passando a trabalhar como comentarista esportivo. Em 2005, foi nomeado diretor-técnico do Bakersfield Brigade, equipe da USL Premier Development League, em 2005, além de ter comentado a Copa de 2006 pela ESPN, juntamente com o ex-companheiro de seleção Alexi Lalas.
Aos 38 anos, Wynalda retornou aos gramados para jogar as últimas partidas do Brigade na temporada, e em maio de 2008 assinou um contrato como jogador para todo o campeonato. No mesmo ano, jogou pelo time amador do Hollywood United, reencontrando Alexi Lalas e John Harkes. Além deles, o time contava com o francês Frank Lebœuf, o galês Vinnie Jones e o ator Anthony La Paglia. Wynalda se aposentou dos gramados de forma definitiva no final da temporada, após 4 partidas com a camisa do Brigade.

## Seleção Americana
Pela Seleção dos Estados Unidos, Wynalda estreou contra a Costa Rica, em fevereiro de 1990, e em março do mesmo ano, marcou seu primeiro gol, no empate por 1 a 1 com a Colômbia. Pouco depois, assinou um contrato exclusivo com a Federação de Futebol dos Estados Unidos.
Foi convocado para a Copa do Mundo sediada na Itália, recebendo um cartão vermelho por ter empurrado Ľubomír Moravčík, que o havia empurrado em resposta a uma cotovelada desferida pelo norte-americano em outro atleta da Tchecoslováquia. A expulsão prejudicou os Estados Unidos, que terminariam perdendo por 5 a 1. Voltou na partida contra a Áustria, mas não evitou a derrota por 2 a 1.
Na Copa de 1994, realizada nos EUA, Wynalda cobrou perfeitamente uma falta na partida contra a Suíça. A precisão do chute impediu o goleiro suíço Marco Pascolo de alcançar a bola, sendo o primeiro (e único) gol do atacante na competição. Esteve ainda na Copa de 1998, onde os Estados Unidos terminaram com a pior campanha entre as 32 seleções.
Wynalda, que jogaria ainda 5 edições da Copa Ouro da CONCACAF (foi campeão em 1991), a Copa América de 1995 e a Copa Rei Fahd de 1992, encerrou a carreira internacional em fevereiro de 2000, nas quartas-de-final da Copa Ouro contra a Colômbia, onde recebeu um cartão amarelo e viu a seleção perder por 2 a 1 na decisão por pênaltis. Em 107 partidas, foram 34 gols marcados, sendo até 2008 o maior artilheiro da seleção de futebol masculino dos EUA, sendo ultrapassado por Landon Donovan em 2007.

## Carreira de treinador
Depois de trabalhar como auxiliar-técnico no San Diego Flash, Wynalda comandou Cal FC, Atlanta Silverbacks, L.A. Wolves, Las Vegas Lights (onde também atuaria como diretor-técnico) e New Amsterdam

## Títulos
Estados Unidos
- Copa Ouro da CONCACAF: 1991

### Individuais
- MLS All-Star: 1996[20]
- Gol da Temporada da MLS: 1996
- Hall da Fama do Futebol nos Estados Unidos: 2004[21]